# Royal National Institute of Blind People
O Royal National Institute of Blind People (RNIB) é uma instituição de caridade do Reino Unido que oferece informações, apoio e aconselhamento a quase dois milhões de pessoas no Reino Unido com perda de visão.

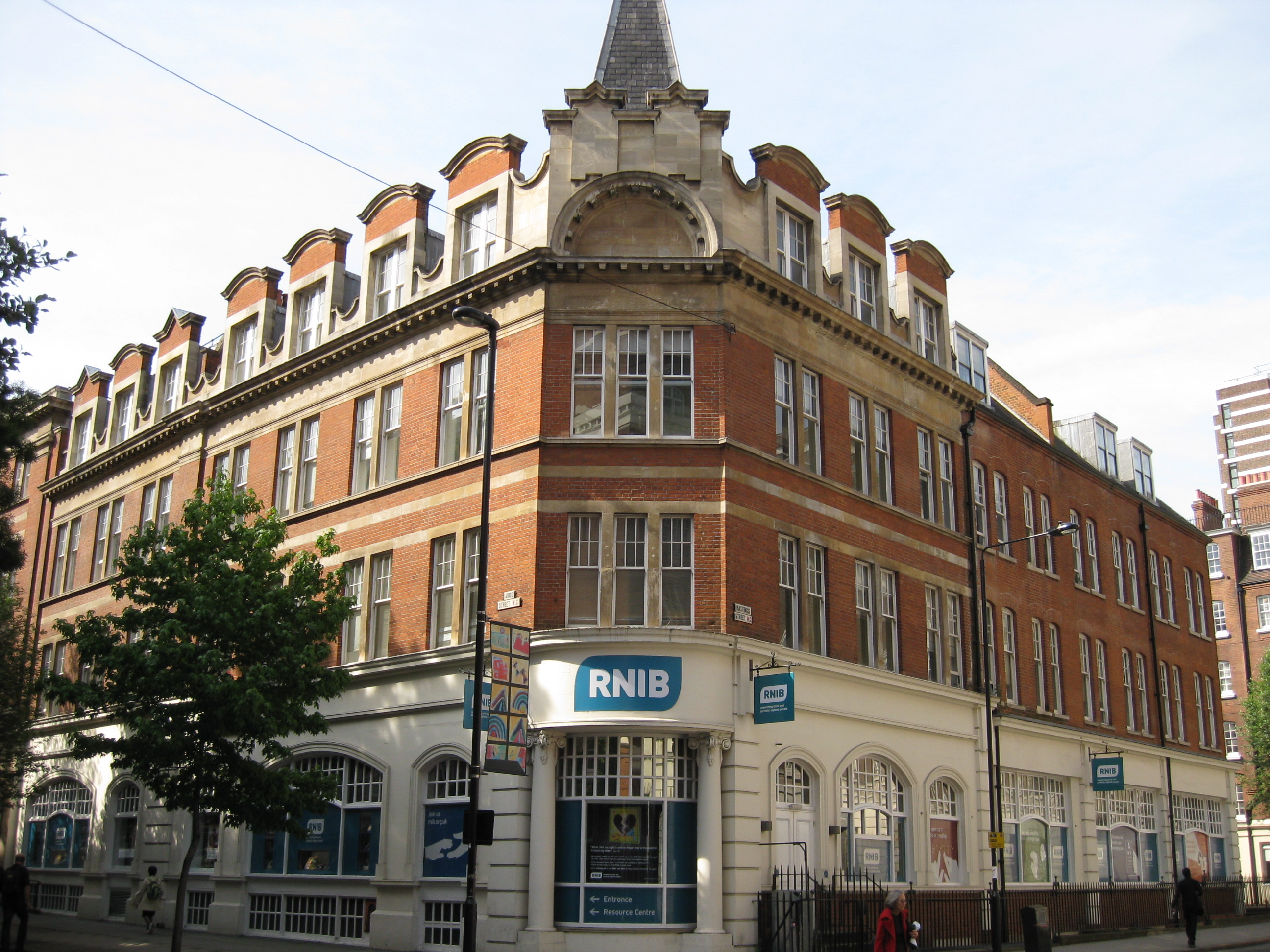
Royal National Institute of Blind People, fundada em 1868

## História
O RNIB (Royal National Institute of Blind People) foi fundado por Thomas Rhodes Armitage, um médico que sofria de problemas de visão.
Em 1868, Armitage fundou uma organização conhecida como British and Foreign Society for Improving Embossed Literature for the Blind. Mais tarde, tornou-se a British and Foreign Blind Association. Em 1875, a rainha Vitória tornou-se a primeira patrona da organização.
A organização recebeu uma Carta Real em 1948 e mudou seu nome para Royal National Institute for the Blind em 1953. Em 2002, a associação RNIB foi introduzida e o nome da organização mudou para Royal National Institute of the Blind. Em junho de 2007, a organização mudou seu nome novamente, para Royal National Institute of Blind People.
Hotéis de propriedade do RNIB no Reino Unido adaptados para visitantes com deficiência visual, incluindo o The Century Hotel em Blackpool, mas foram fechados ou vendidos devido a custos de funcionamento excessivos. Também era propriedade da America Lodge em Torquay, Devon, que era um centro de reabilitação. O America Lodge agora é de propriedade privada e foi convertido em apartamentos.

## Organização
O RNIB é uma organização nacional com filiais e serviços em todo o Reino Unido, incluindo a Irlanda do Norte . A sede da caridade está em Londres, Inglaterra . O patrono do RNIB é a Rainha Elizabeth II .
Em outubro de 2008, o RNIB e a Action for Blind People concordaram em princípio em combinar alguns serviços em toda a Inglaterra. O novo arranjo começou em abril de 2009, resultando na Action for Blind People tornando-se uma Associate Charity do RNIB.
O trabalho do RNIB é apoiado por mais de 3.000 voluntários em todo o Reino Unido .

## Programas
O RNIB participa da Estratégia de Visão do Reino Unido, uma iniciativa de uma grande aliança de saúde ocular e perda de visão para promover a saúde ocular do país.

### Educação e cuidados residenciais
O RNIB possui vários estabelecimentos de ensino e casas de repouso:

#### Escola RNIB Sunshine House e lar infantil
A Sunshine House é uma escola primária especializada, lar infantil e serviço para famílias em Northwood, Middlesex . A escola educa crianças cegas e com deficiência visual com dificuldades significativas de aprendizagem e deficiências entre as idades de 2 e 11 anos. O alojamento residencial está aberto a crianças com idades compreendidas entre os 2 e os 14 anos, cegas ou amblíopes com dificuldades de aprendizagem e deficiências significativas, quer frequentem também a escola. As crianças ficam na Sunshine House durante a noite até quatro noites por semana, até 50 semanas por ano.

#### RNIB Pears Center for Specialist Learning
RNIB Pears Center for Specialist Learning (Anteriormente RNIB Rushton School and Children's Home) era uma escola e lar de crianças para jovens com deficiência visual e deficiências múltiplas ou necessidades complexas. Foi baseado perto de Coventry, Warwickshire . Forneceu educação especializada e cuidados e terapias personalizados para crianças e jovens entre as idades de 4 e 19 anos. O Centro foi fechado em 7 de novembro de 2018.

#### Serviço de Vida Comunitária RNIB
O Serviço de Vida Comunitária do RNIB fornece apoio, experiência de trabalho, serviços de reabilitação e cuidados residenciais de 52 semanas e vida apoiada para jovens adultos com perda de visão, deficiências múltiplas e necessidades complexas, dos 18 aos 40 anos. O centro está sediado em Redhill, Surrey, e consiste em 13 apartamentos independentes e várias casas compartilhadas.

#### RNIB College Loughborough
O RNIB College Loughborough está sediado em Loughborough, Leicestershire, e oferece suporte a alunos com perda de visão e outras deficiências. A faculdade oferece programas de educação continuada para alunos de 16 a 25 anos e programas de emprego para adultos de 18 a 63 anos que estão desempregados e procuram desenvolver suas habilidades ou se reciclar e conseguir emprego. A faculdade oferece programas residenciais ou diurnos.

#### Cuidados residenciais para idosos
O RNIB possui dois lares residenciais para idosos cegos, amblíopes ou surdocegos e que necessitam de alojamento permanente ou de curta duração. As casas do RNIB estão localizadas em Somerset (RNIB Kathleen Chambers House) e East Sussex (RNIB Wavertree House). As casas contêm adaptações e equipamentos especiais para cegos ou amblíopes, incluindo quadros de avisos falantes, elevadores falantes, impressoras braille, lupas e bibliotecas de letras grandes, braille e audiolivros .
Em novembro de 2019, o RNIB anunciou que transferiria suas instalações existentes para novos fornecedores nos 12 meses seguintes.

### Produtos acessíveis
O RNIB mantém uma loja online e vários Centros de Recursos, que vendem produtos acessíveis, brindes e publicações. O RNIB fornece, projeta e fornece produtos para ajudar cegos e deficientes visuais a viver de forma independente e facilitar as tarefas diárias. Os produtos incluem relógios falantes, telefones com botões grandes, auxiliares de mobilidade, auxiliares de cozinha e brinquedos e jogos táteis.

#### Livros
O RNIB National Library Service contém mais de 40.000 títulos, tornando-se a maior biblioteca especializada do Reino Unido para leitores com perda de visão. Ela armazena livros em formatos acessíveis, como braille e impressão gigante. Também armazena música em braille. O Serviço de Biblioteca Nacional do RNIB foi criado em 2007, quando os serviços de biblioteca do RNIB se fundiram com a Biblioteca Nacional para Cegos .
Livros de áudio são fornecidos através do serviço Talking Book. Os Talking Books do RNIB são gravados no formato DAISY . Ao contrário dos CDs normais, o formato digital do DAISY permite que os ouvintes usem o CD da mesma forma que um livro impresso, criando marcadores, acelerando e desacelerando a reprodução e pulando facilmente pelo conteúdo.
A loja online do RNIB fornece livros, músicas e mapas acessíveis.

### Bom design
O RNIB promove o bom design para tornar sites, informações, produtos, serviços e edifícios acessíveis a pessoas com problemas de visão.  As diretrizes "See it right" do RNIB fornecem conselhos práticos sobre como projetar e produzir informações acessíveis.
Os Centros de Transcrição convertem materiais impressos e outros em formatos acessíveis, como braille, áudio e letras grandes. Eles também atendem a solicitações de transcrição de documentos matemáticos, músicas e mapas e diagramas táteis.
O RNIB administra vários serviços de treinamento e consultoria para ajudar empresas e indivíduos a criar serviços e produtos acessíveis.

## Campanhas
Em linha com a estratégia do RNIB para 2009–14, o RNIB faz campanhas e lobbies em três prioridades principais, bem como em questões reativas. As três principais prioridades da campanha são:
- prevenir a perda de visão evitável
- apoiando a vida independente
- criar uma sociedade inclusiva.

O RNIB esteve envolvido em várias campanhas bem-sucedidas, incluindo garantir que as pessoas com deficiência recebam informações acessíveis sobre viagens em ônibus e ônibus em toda a Europa e pressionar o governo do Reino Unido para revisar os critérios de avaliação do Pagamento de Independência Pessoal. Eles fizeram campanha para que os bancos no Reino Unido tornassem seus caixas eletrônicos acessíveis a pessoas cegas e com deficiência visual.
A campanha Save Our Sight (SOS) do RNIB promove medidas para prevenir a perda de visão. Eles trabalham com os conselhos locais para melhorar a saúde ocular na comunidade e incentivar exames oftalmológicos regulares e tratamento precoce para salvar a visão.

## Angariação de fundos
Para cada libra doada, o RNIB gasta 87 centavos diretamente para ajudar cegos e deficientes visuais, 11 centavos para arrecadar mais fundos e 2 centavos para administração. O RNIB organiza eventos de angariação de fundos no Reino Unido e no exterior, bem como sorteios, esquemas de reciclagem, doações de legados, angariação de fundos online e parcerias corporativas.

### Caixas de fuligem
Desde a década de 1950, o conhecido personagem de marionete infantil Sooty é um recurso exclusivo das caixas de coleta da caridade. Desde que o RNIB começou a coletar fundos de doação com Sooty Boxes, a instituição de caridade até agora levantou mais de £ 11,5 milhões no total.

## Revistas
O RNIB produz uma série de revistas para profissionais, cuidadores e pessoas cegas e amblíopes.

### RevistaInsight
A revista Insight destina-se a pais e profissionais que apoiam crianças e jovens cegos e amblíopes, incluindo aqueles com necessidades complexas. A revista cobre uma série de áreas, incluindo informações sobre aprendizagem e desenvolvimento, notícias e histórias pessoais. O Insight foi publicado pela primeira vez pelo RNIB em janeiro de 2006; antes deste RNIB produziu VisAbility e Eye Contact .

### NBrevista
A revista NB ( New Beacon ) destina-se a profissionais de saúde e assistência social que trabalham com pessoas cegas e amblíopes. NB apoia o foco do RNIB na prevenção, vida independente e inclusão. A revista cobre uma série de áreas, incluindo saúde ocular, reabilitação e estudos de caso. NB foi publicado pela primeira vez em 1917 como The Beacon ; a revista mudou seu nome em 1930 para New Beacon e ficou conhecida como NB em 2006. NB celebrou sua 1.000ª emissão em 2001.

### Visão
A revista Visão é uma publicação bimestral produzida exclusivamente para os membros do RNIB. A revista cobre uma variedade de tópicos, incluindo notícias, receitas, resenhas e perfis de pessoas. Vision foi publicado pela primeira vez na primavera de 2002 e é distribuído a todos os 10.500 membros do RNIB em vários formatos. Em 2009, a Vision ganhou o prêmio MemCom de melhor revista na categoria caridade/outras associações.